# The Neon Demon
The Neon Demon er en gyserfilm fra 2016 instrueret af Nicolas Winding Refn og med Elle Fanning, Christina Hendricks, Keanu Reeves og Jena Malone i hovedrollerne.

## Medvirkende
- Elle Fanning som Jesse
- Christina Hendricks som Jan
- Keanu Reeves som Hank
- Jena Malone som Ruby
- Abbey Lee Kershaw som Sarah
- Bella Heathcote som Gigi
- Karl Glusman som Dean
- Desmond Harrington som Jack
- Alessandro Nivola som Modeskaber
- Charles Baker som Mikey